# ピュハ湖
ピュハ湖（フィンランド語: Pyhäjärvi）はフィンランド南部の湖。ピルカンマー県に位置する。名前は、現代のフィンランド語で「聖なる湖」を意味する。元々は、「境界の湖」を意味していたものと推定されている。ラテン文字のCの形とも表現されるように、西側に湾曲した弧の形状をしており、湖の北東岸にはタンペレ、北西岸にノキアが位置している。また、南端にはレンパーラが所在する。
ネシ湖に端を発し、タンペレの町中を通るタンメルコスキ川が北側から流入し、更にヴァナヤヴェシ湖の水が南側から流入している。そして、ノキア近郊のノキアンヴィルタ川から西に向かって流出している。タンメルコスキ川が原因で、北側に存在するネシ湖と比較して、ピュハ湖の水は暖かく、富栄養化が進んでいる。そのため、多様な生態系が構築されているが、一方で水の汚染が進んでいる。
湖面の標高は77mであるため、上流のネシ湖とは18mの標高差がある。面積は121.61平方キロメートル、最大水深は46m。湖内には多数の島嶼がある。
なお、フィンランド国内や過去にフィンランド領だった地域には、同名の湖が複数存在する。